# 国際標準化機構が定める国際標準一覧 (ISO 16000 から ISO 16999 まで)
ISO 15000 から ISO 15999 まで - 国際標準化機構が定める国際標準一覧 - ISO 17000 から ISO 17999 まで
- ISO 16000 屋内大気
- ISO 16001 土工機械 - 危険検出システム及び視覚表示 - 性能要求事項及び試験
- ISO 16002 貯蔵穀物及び振動 - 捕獲罠仕掛けによる生きた無脊椎動物の侵入の検出のためのガイド
- ISO 16003 ガスを使用する消化システムの構成要素 - 要求事項及び試験方法 - コンテナ弁アセンブリ及びそのアクチュエータ；切替弁及びそのアクチュエータ；ノズル；弾性及び剛性コネクタ；並びにチェック弁及び逆止弁
- ISO 16004 航空機地上機器 - 旅客搭乗ブリッジ又は移送車両 - 航空機の扉とのインタフェースの要求事項
- ISO 16010 エラストマーシール - 気体燃料及び炭化水素流体を輸送する管及び管継手に使用するシールの材料要求事項
- ISO 16012 プラスチック - 試験片の長さ寸法の測定
- ISO 16014 プラスチック - サイズ除外クロマトグラフィーを用いた重合体の平均分子質量及び分子質量分布の測定
- ISO 16016 製図 - 文書及び製品の使用を制限するための保護通知
- ISO 16017 屋内、周囲及び職場大気 - ソルベント管・熱放出・毛管ガスクロマトグラフによる揮発性有機化合物の抜取試験及び分析
- ISO 16020 コンクリートの補強及びプレストレス用鋼材 - 用語
- ISO 16021 尿吸収補助具 - 使用者及び看護人から見た使い捨て大人用失禁吸収補助具
- ISO/IEC 16022 情報技術 - 自動識別及びデータ収集技術 - データマトリックスバーコード記号仕様
- ISO/IEC 16023 情報技術 - 国際記号仕様 - MaxiCode
- ISO 16024 高所からの落下に対する保護のための個人用保護具
- ISO 16028 油圧流体動力 - 20 MPa(200バール)～31.5 MPa(315バール)の圧力で使用するための平面形急動管継手 - 仕様
- ISO 16031 航空宇宙燃料システム - Oリング、インチ系：内径及び断面積、公差及びサイズ識別コード
- ISO 16034 眼光学機器 - 単焦点既製近視用眼鏡
- ISO 16037 臨床試験用のゴム製コンドーム - 物理的特性の測定
- ISO 16038 ゴム製コンドーム - 天然ゴムラテックスコンドームの品質管理におけるISO 4047の使用の手引
- ISO 16042 鉄鉱石 - 認証標準物質の使用に関する指針
- ISO 16053 塗料及びワニス - 外面木材の被膜材料及び被膜システム - 自然暴露試験
- ISO 16055 タバコ及びタバコ製品 - モニタ試料 - 要求事項及び使用
- ISO 16063 振動及び衝撃トランスデューサの校正方法
- ISO/TS 16071 ヒューマンシステムインタラクションの人間工学の指針[1]
- ISO 16093 工作機械 - 安全性 - コールドメタル用のこ盤
- ISO 16100 産業オートメーションシステム及びその統合 - 相互運用性のための製造ソフトウェア能力プロファイリング
- ISO 16101 包装 - 危険物の輸送包装 - プラスチックの親和性試験
- ISO 16103 包装 - 危険物の輸送包装 - 再利用プラスチック材料
- ISO 16104 包装 - 危険物の輸送包装 - 試験方法
- ISO 16106 包装 - 危険物の輸送包装 - 危険物包装、中間コンテナ(IBC)及び大型包装 - ISO 9001の適用の指針
- ISO 16107 作業環境空気 - 拡散型試料採取器の性能評価のための基本仕様
- ISO 16112 コンパクテッド（バーミキュラ)黒鉛鋳鉄 - 分類
- ISO 16120 素線転換用非合金鋼線材
- ISO 16134 タクタイル鋳鉄パイプラインの耐震 - 及び耐沈下設計
- ISO 16140 食物及び飼料の微生物学 - 代替法の妥当性確認のためのプロトコル
- ISO/TR 16144 油圧動力 - 液体自動粒子計数器の校正 - 標準物質SRM 2806の認証に用いる手順
- ISO 16154 農林業用トラクタ及び機械 - 一般道路走行のための照明、灯火信号及び表示装置
- ISO 16160 連続熱間圧延鋼帯製品 - 寸法及び形状公差
- ISO 16162 連続冷間圧延鋼帯製品 - 寸法及び形状公差
- ISO 16163 連続溶解めっき鋼帯製品 - 寸法及び形状公差
- ISO 16165 船舶及び海洋技術 - 海洋環境保護 - 油流出反応に関する専門用語集
- ISO/IEC TR 16166 情報技術 - システム間の電気通信及び情報交換 - 次世代コーポレートネットワーク(NGCN) - セッションベース通信のセキュリティ
- ISO/IEC TR 16167 情報技術 - システム間の電気通信及び情報交換 - 次世代コーポレートネットワーク(NGCN) - 緊急コール
- ISO 16185 路上走行車 - 排気物質による重量車両の認証のための機関ファミリ
- ISO 16192 宇宙システム - 宇宙計画で得た経験(教訓) - 原則及び指針
- ISO/TR 16194 空気圧流体動力 - 加速寿命試験による構成部品の信頼性の評価 - 一般指針及び手順
- ISO 16220 マグネシウム及びマグネシウム合金 - マグネシウム合金地金及び鋳物
- ISO 16232 路上走行車 - 燃料回路の部品の清浄度
- ISO 16245 情報及びドキュメンテーション - 紙及び羊皮紙文書の保管のためのセルロース素材製の箱、ファイルカバー及びその他の封入容器[2]
- ISO 16247 路上走行車 - 排気装置漏れの検出 - ヘリウム試験方法及び検出装置の仕様
- ISO 16253 時計ケース及び附属品 - 気相溶着コーティング
- ISO/IEC 16262 情報技術 - ECMAScript言語仕様
- ISO/TR 16268 表面化学分析 - イオン注入で製造された作業用標準物質における残留表面線量を認証するための手順案
- ISO/TS 16281 軸受 - 広く荷重のかかる軸受のための修正基準定格寿命の計算方法
- ISO 16293 建築用ガラス - 塩基ソーダ石灰けい酸塩ガラス
- ISO 16305 バター - 固さの測定
- ISO 16312 火災危険及びリスクアセスメントのための燃焼放出物毒性データを得るための物理的火災モデルの評価及び有効性の手引
- ISO/TR 16314 ゴム - 再生ゴム内の油の芳香族性の測定
- ISO 16322 繊維 - 洗濯後のねじれの測定
- ISO/IEC 16326 システム及びソフトウェア工学 - ライフサイクルプロセス - プロジェクトマネジメント[2]
- ISO 16328 船舶及び海洋技術 - 高速船用ジャイロコンパス
- ISO 16329 船舶及び海洋技術 - 高速艇の船首制御装置
- ISO 16331 光学及び光学機器 - 調査及び構造機器の試験のための試験所内手順
- ISO 16338 航空宇宙用途の溶接 - 抵抗スポット又はシーム溶接
- ISO 16348 金属及びその他の無機質皮膜 - 外観に関する定義及び取決め
- ISO 16355 新技術と製品開発のための統計的手法の応用
- ISO 16362 周囲空気 - 高性能液体クロマトグラフィーによる粒子相多環式芳香族炭化水素の測定
- ISO 16366 プレス工具 - L字ガイド
- ISO 16367 プレス工具 - 案内板 - U及びVブロック
- ISO 16368 可動式昇降作業床 - 設計、計算、安全要求事項及び試験方法
- ISO 16369 昇降作業用足場 - マスト昇降作業用足場
- ISO/IEC 16388 情報技術 - 自動識別及びデータ収集技術 - コード39バーコード記号仕様
- ISO 16396 プラスチック - ポリアミド(PA)成型及び押出材料
- ISO 16402 外科用インプラント - アクリル樹脂接合剤 - 整形外科に使用するアクリル樹脂接合剤曲げ疲労試験
- ISO 16412 航空貨物用機器 - 航空貨物用パレット - 使用の指針
- ISO 16429 外科用インプラント - 金属インプラント材料及び医療用具の長期間にわたる腐食挙動を評価するための開放電位差の測定
- ISO/TS 16431 油圧流体動力 - 組み立て済みの配管系統 - 清浄性の検証
- ISO 16462 立方晶窒化ほう素インサート、チップ付き又はむく - 寸法及びタイプ
- ISO 16463 ポリクリスタリンダイアモンドインサート、付刃 - 寸法、タイプ
- ISO 16467 包装 - 危険物の輸送 - IBCの試験方法
- ISO 16468 インベストメント鋳造法(鋼、ニッケル合金及びコバルト合金) - 一般技術要求事項
- ISO/TS 16489 水質 - 結果の等価性の確立の手引
- ISO/IEC 16500 情報技術 - 一般デジタルオーディオビジュアル装置
- ISO/IEC 16501 情報技術 - 共通デジタルオーディオビジュアルシステム - ISO/IEC 16500に関する技術報告 - デジタルオーディオビジュアル機能の記述
- ISO/IEC 16512 情報技術 - 中継マルチキャスト制御プロトコル(RMCP)
- ISO 16530 石油及び天然ガス - 井戸の完全性
- ISO 16549 繊維 - 繊維糸の糸むら - キャパシタンス法
- ISO 16572 木造構造物 - 木材ベースパネル - 構造的特性の試験方法
- ISO 16583 ブレイクプルマンドレル付き皿頭オープンエンドブラインドリベット - Cu/St又はCu/Br又はCu/SSt
- ISO 16587 機械振動及び衝撃 - 構造物の状態監視のためのパフォーマンスパラメタ
- ISO 16602 化学薬品に対する防護のための防護服 - 分類、ラベリング及び性能要求事項
- ISO 16603 血液及び体液との接触に対する防護衣 - 血液及び体液の浸透に対する防護衣の素材の強さの求め方 - 人工血液を使用する試験方法
- ISO 16604 血液及び体液との接触に対する防護衣 - 血行性病原体の浸透に対する防護衣の素材の強さの求め方 - ファイX 174saikinnウイルスを使用する試験方法
- ISO/DIS 16609 MAC(Message Authentication Code)の必要条件[3]
- ISO/TS 16610 製品の幾何特性仕様(GPS) - ろ過
- ISO 16620 プラスチック - バイオベース系内容物
- ISO 16632 タバコ及びタバコ製品 - 含水量の測定 - ガスクロマトグラフ法
- ISO/TS 16634 食品 - デュマの原理に従った燃焼による全窒素の定量及び粗タンパク質含有量の定量
- ISO 16639 原子力施設の職場における浮遊放射性物質の放射能濃度の監視
- ISO 16641 環境中の放射能の測定 -空気- ラドン220：パッシブ型固体飛跡検出器を用いた平均放射能濃度の決定のための積算測定法
- ISO 16646 オイルブーム - 異なった接続仕様のブーム間の連結具[4]
- ISO 16700 マイクロビーム分析 - 電子走査顕微鏡法 - 映像倍率校正の指針
- ISO 16701 金属及び合金の腐食 - 人工雰囲気における腐食 - 湿気循環の制御条件及び食塩水の断続的噴霧にさらす加速腐食試験
- ISO 16702 職場大気の質 - 1-(2-メトキシフェニル)ピペラジン及び液体クロマトグラフィを使用する全有機イソシアン酸塩グループの測定
- ISO 16703 地盤環境 - ガスクロマトグラフィーによるC10～C40の範囲の炭化水素含有量の測定
- ISO 16708 石油及び天然ガス工業 - パイプライン輸送システム - 信頼性に基づいた限界状態法
- ISO 16712 水質 - 端脚類に対する海洋又は河口堆積物の急性毒性の測定
- ISO 16714 土工機械 - 再生可能性及び回収可能性 - 用語及び計算方法
- ISO 16720 地盤環境 - 後の分析のための真空凍結乾燥によるサンプルの前処理
- ISO 16730 耐火安全工学 - 計算方法の評価、検証及び妥当性確認
- ISO/TS 16732 耐火安全工学 - 火災リスクアセスメントの指針
- ISO/TS 16733 火災安全工学 - 設計火災シナリオ及び設計火災の選択
- ISO 16734 耐火安全工学 - 代数式を規定する要求事項 - 火柱
- ISO 16735 耐火安全工学 - 代数式を規定する要求事項 - 煙層
- ISO 16736 耐火安全工学 - 代数式を規定する要求事項 - 天井ジェット流
- ISO 16737 耐火安全工学 - 代数式を規定する要求事項 - 通気流
- ISO/TR 16738 火災安全工学 - 一般大衆の行動及び傾向を評価する方法に関する技術的情報
- ISO/PAS 16739 工業基礎クラス、リリース2x、プラットフォーム仕様(IFC2xプラットフォーム)
- ISO 16740 職場の大気 - 空中の粒子状物質における六価クロムの測定 - ジフェニルカルバジドを用いるイオンクロマトグラフィー及び分光光度計測による方法
- ISO 16750 路上走行車 - 電気電子機器の環境条件及び試験
- ISO 16754 土工機械 - クローラ機械の平均接地圧力の求め方
- ISO/TR 16764 リフト、エスカレータ及び乗客用コンベア - 電磁干渉/電磁両立性に関する世界の規格の比較
- ISO/TR 16765 消防士用昇降機に関する世界の安全規格の比較
- ISO 16770 プラスチック - ポリエチレンの環境応力亀裂(ESC)の測定 - 全周ノッチ式クリープ試験(FNCT)
- ISO 16772 地盤環境 - 冷蒸気原子分光法又は冷蒸気原子蛍光分光法による王水土壌抽出物内の水銀の定量
- ISO 16773 塗料及びワニス - 高インピーダンス塗装験片への電気化学インピーダンス分光学(EIS)
- ISO 16784 金属及び合金の腐食 - 工業用冷却水系統の腐食及びファウリング
- ISO 16790 プラスチック - 溶融状態にある熱可塑性樹脂の引抜き特性の測定
- ISO 16792 製図 - デジタル製品定義データ実施規範
- ISO 16793 核燃料技術 - ミクロ組織検査のためのUO2焼結ペレットのセラモグラフィ調製の手引
- ISO 16794 原子力 - 六フッ化ウラニウム赤外分光分析における炭素化合物及びフッ化物の定量
- ISO 16795 原子力 - 蛍光X線分光分析によるガドリニウム燃料ペレットのGd203含有量の測定
- ISO 16796 原子力 - 誘導結合プラズマ源(ICP-AES)を用いた発光分光分析によるガドリニウム燃料混合物及びゴドリニウム燃料ペレットのGd2O3含有量の測定
- ISO 16797 原子力 - ソックスレー式化学耐久試験 - 高レベル放射能廃棄物用のガラス固化マトリックスへの応用
- ISO 16798 スリングと共に使用するための等級8のリンク
- ISO 16844 路上走行車 - タコグラフ装置
- ISO 16853 繊維機械 - シルバー缶、矩形 - 主要寸法及び公差
- ISO 16860 油圧動力 - フィルタ - 差圧調整装置の試験方法
- ISO/TR 16880 クレーン - ブリッジ及びガントリークレーン - 設計及び製造の要求事項及び推奨事項の国際規格
- ISO 16893 木材ベースパネル - パーティクルボード
- ISO 16894 木材ベースパネル - 方向性ストランドボード(OSB) - 定義、分類及び仕様
- ISO 16895 木材ベースパネル - ドライ処理ファイバボード
- ISO 16900 呼吸用保護具 - 試験方法及び試験機器
- ISO 16902 油圧動力 - 音響インテンシティ技法によるポンプの音響パワーレベルの測定のための試験コード：工学的方法
- ISO/TR 16913 プラスチック管及び管継手 - 試験のタイプの定義
- ISO 16915 成形工具 - スプルー抜き
- ISO 16916 成形工具 - 射出成形のための工具仕様シート
- ISO/PAS 16917 船舶及び海洋技術 - 海上、複合輸送及びセキュリティのためのデータ転送規格
- ISO 16918 鋼及び鋳鉄 - 誘導結合高周波質量分析法による9元素の定量
- ISO/TS 16922 天然ガス - 臭気化ガスの指針
- ISO 16929 プラスチック - パイロット規模試験における定義済みのコンポスト化条件のもとでのプラスチック材料の崩壊度の測定
- ISO 16931 動植物油脂 - 高速ゲルろ過クロマトグラフ分析法(HPSEC)による重合トリアシグリセロールの定量
- ISO 16932 建築用ガラス - 破壊力の大きな暴風に対して抵抗力のある安全ガラス - 試験及び分類
- ISO 16933 建築用ガラス - 耐爆発性安全グレージング - 競技場爆風負荷の試験及び分類
- ISO 16934 建築用ガラス - 耐爆発性安全グレージング - 衝撃波管負荷による試験及び分類
- ISO 16935 建築用ガラス - 防弾安全グレイジング - 試験及び分類
- ISO 16936 建築用ガラス - 強制入射安全グレージング
- ISO 16938 建築 - 継手に使用するシーリング材による多孔質基材の染色の決定
- ISO 16940 建築用ガラス - グレージング及び防音 - 合わせガラスの力学インピーダンスの測定
- ISO 16946 非破壊試験 - 超音波探傷試験 - ステップウェッジキャリブレーションブロックの仕様
- ISO/TS 16949 品質マネジメントシステム - 自動車生産及び関連サービス部品組織のISO 9001:2008適用に関する固有要求事項
- ISO/TS 16951 路上走行車 - 輸送情報及び制御システム(TICS)の人間工学的側面 - 運転者に表示する車内情報の優先順位を決定するための手順
- ISO/TS 16952 製図 - 略号システム
- ISO 16962 表面化学分析 - グロー放電光学発光分光分析による亜鉛及び/又はアルミニウムベースの金属被覆
- ISO/IEC 16969 情報技術 - +RW書式を使用する120 mm光ディスクカートリッジ上のデータ交換 - 容量：3.0ギガバイト及び6.0ギガバイト
- ISO 16972 呼吸用保護具 - 用語、定義、図記号及び測定単位
- ISO/TS 16976 呼吸用保護具 - ヒューマンファクタ
- ISO 16978 木材ベースパネル - 曲げにおける弾性係数及び曲げ強さの測定
- ISO 16979 木材ベースパネル - 含水量の測定
- ISO 16981 木材ベースパネル - 表面安定性の測定
- ISO/TR 16982 人間-システム相互作用の人間工学―人間中心設計を支援する有用性法
- ISO 16983 木材ベースパネル - 水中に浸せき後の膨潤厚さの測定
- ISO 16984 木材ベースパネル - パネル平面に垂直の引張強さの測定
- ISO 16985 木材ベースパネル - 相対湿度の変化に伴う寸法変化の測定
- ISO 16987 木材ベースパネル - サイクル試験条件下における水分透過抵抗の測定
- ISO 16992 乗用車用タイヤ  -  スペアユニット代替機器(SUSE)
- ISO 16998 木材ベースパネル - 水分透過抵抗の測定 - 煮沸試験
- ISO 16999 木材ベースパネル - 試験片のサンプリング及び切断